# 牧野村 (岐阜県)
牧野村（まきのむら）は、かつて岐阜県不破郡にあった村である。
現在の大垣市牧野町に該当する。

## 歴史
- 1885年（明治18年） - 牧野新田が牧野村に改称される。
- 1889年（明治22年）7月1日 - 町村制により牧野村が発足。
- 1897年（明治30年）4月1日 - 荒尾村、福田村と合併し、宇留生村となる。同日牧野村は廃止。